# Jean Malonga
Jean Malonga (arabisch مالونجا، جان; geb. 25. Februar 1907 in Kibouende, Französisch-Äquatorialafrika; gest. 1985) war einer der ersten Schriftsteller der modernen Republik Kongo. Bis zum Zweiten Weltkrieg bestand die Literatur der Republik Kongo in Brazzaville aus einzelnen, zerstreuten Werken in französischer Sprache.

## Leben
Malongo arbeitete zunächst als Krankenpfleger in Brazzaville und erwarb autodidaktisch seinen Schulabschluss im Alter von 35 Jahren. Er begann seine Karriere als Autor in dem Magazin Liaison in kongolesischer Sprache. Er wurde politisch aktiv und engagierte sich in Französisch-Äquatorialafrika im Rassemblement Démocratique Africain und veröffentlichte unter anderem in der Monatszeitschrift AEF Nouvelle. Dann gehörte er von 1948 bis 1955 dem französischen Senat an als Mitglied der Section française de l’Internationale ouvrière. Ab 1951 zweifelte er an der Funktionstüchtigkeit der Union française und begann über Alternativen nachzudenken.

## Werke
- Coeur d’Aryenne (Herz von Aryenne) 1954.
- Fiches critiques des oeuvres envoyées dans le cadre du 8ème Concours Théâtral Interafricain. 1976.
- L’Aigle et la colombe.
- La légende de M’Pfoumou Ma Mazono.

Sein Roman La légende de M’foumou Ma Mazono wurde 1974 von Sébastien Kamba in dem Film La Rançon d’une alliance verarbeitet.